# Abraham Millauer
Abraham Millauer (* 15. Mai 1683 in Elbach; † 30. November 1758 in Litzldorf bei Feilnbach, Oberbayern) war ein deutscher Kirchenbaumeister des Barock und Rokoko.

## Leben
Millauer war seit dem 8. Februar 1706 mit Barbara (geborene Mayr), einer Tochter des Maurermeisters Hans Mayr des Älteren († 1718), verheiratet und wurde dessen Nachfolger auf dem Hof „Hausstatt“ im Weiler Altofing bei Feilnbach. Er war im 18. Jahrhundert im Chiemgau, im Inntal und im benachbarten Tiroler Unterland als Baumeister von insgesamt 15 Dorfkirchen tätig. In Aibling und Schleching setzte er beim Neubau der Pfarrkirchen die Pläne des Baumeisters Johann Michael Fischer um.
Sein Sohn Philipp Millauer folgte ihm als Kirchenbaumeister, er hatte das Geschäft des Vaters bereits lange vor dessen Tod übernommen.

## Werke
- Pfarrkirche St. Michael in Litzldorf, Bad Feilnbach (1708)
- Pfarrkirche Au (1719) – für den Bau des Kirchturms wurden Steine der Burg Alten Waldeck verwendet
- Schlosskapelle Urfahrn (1722)
- Dekanatspfarrkirche Mariä Himmelfahrt in St. Johann in Tirol (1723–1732)
- Pfarrkirche Reith bei Kitzbühel hl. Ägidius (1729–1731)
- Pfarrkirche St. Margareth in Bayrischzell (1733–1734)
- Pfarrkirche St. Remigius in Schleching (1735–1758)
- Klosterkirche Reisach (1737)
- Ehemaliger Pfarrhof in Raubling (1740)
- Pfarrkirche Mariä Himmelfahrt in Ebbs (1748–1756)
- Pfarrkirche St. Martin in Flintsbach am Inn (1755)

## Galerie

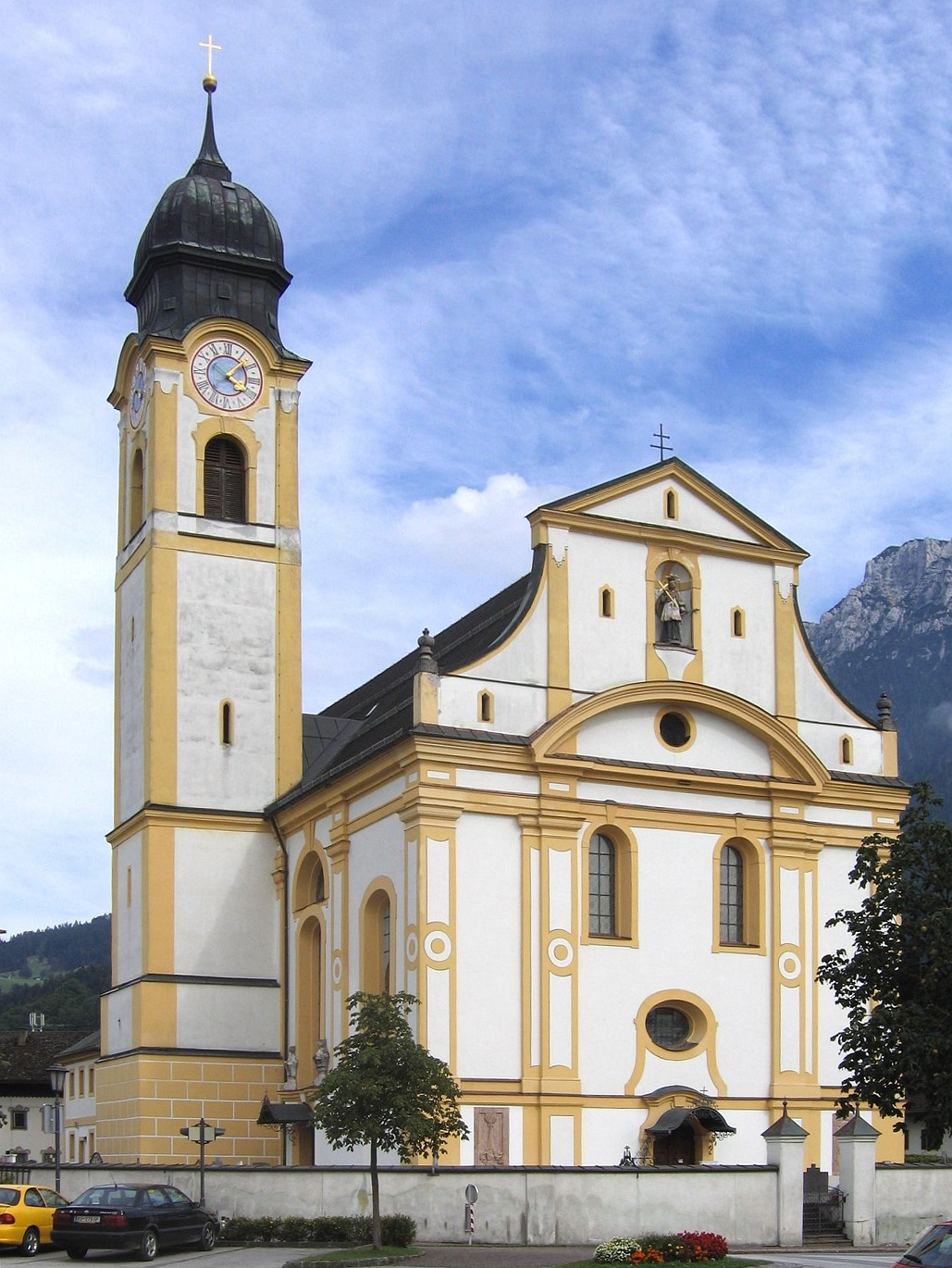
Pfarrkirche Ebbs
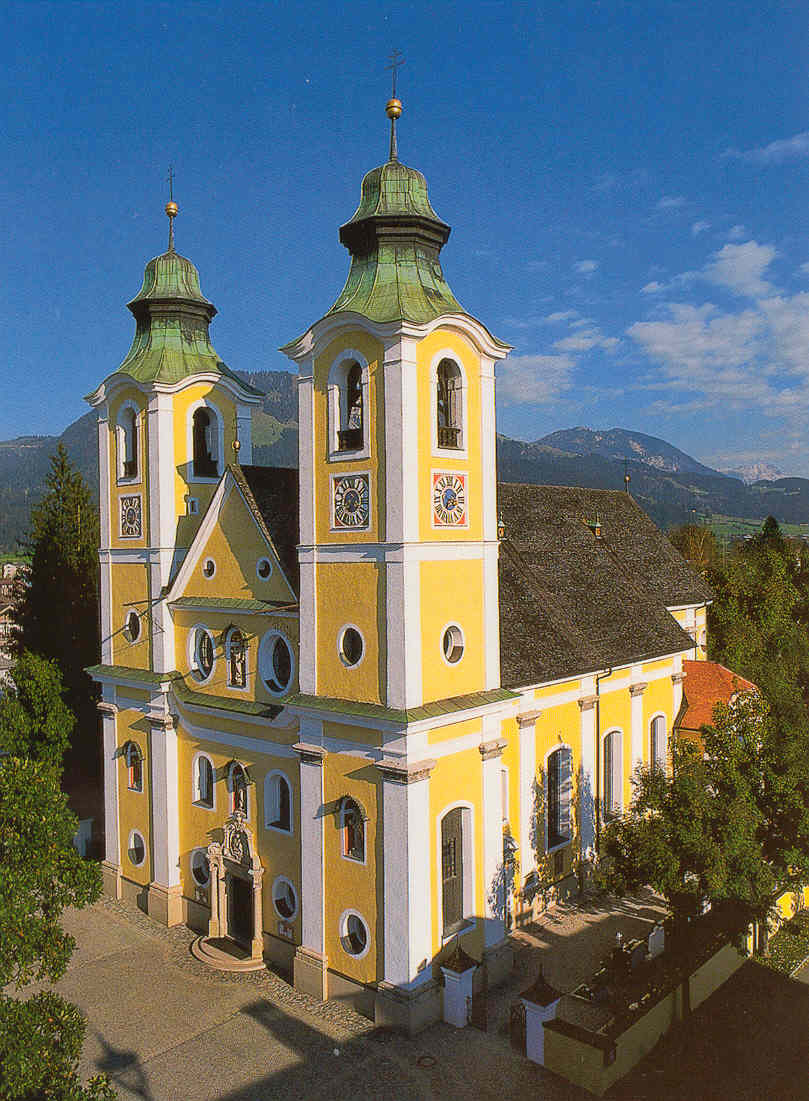
Dekanatspfarrkirche St. Johann in Tirol
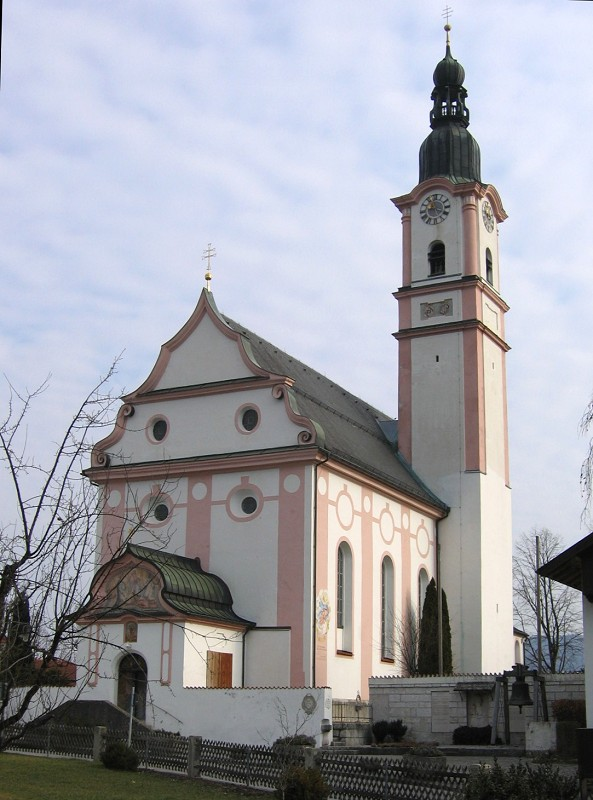
Pfarrkirche St. Martin in Flintsbach am Inn
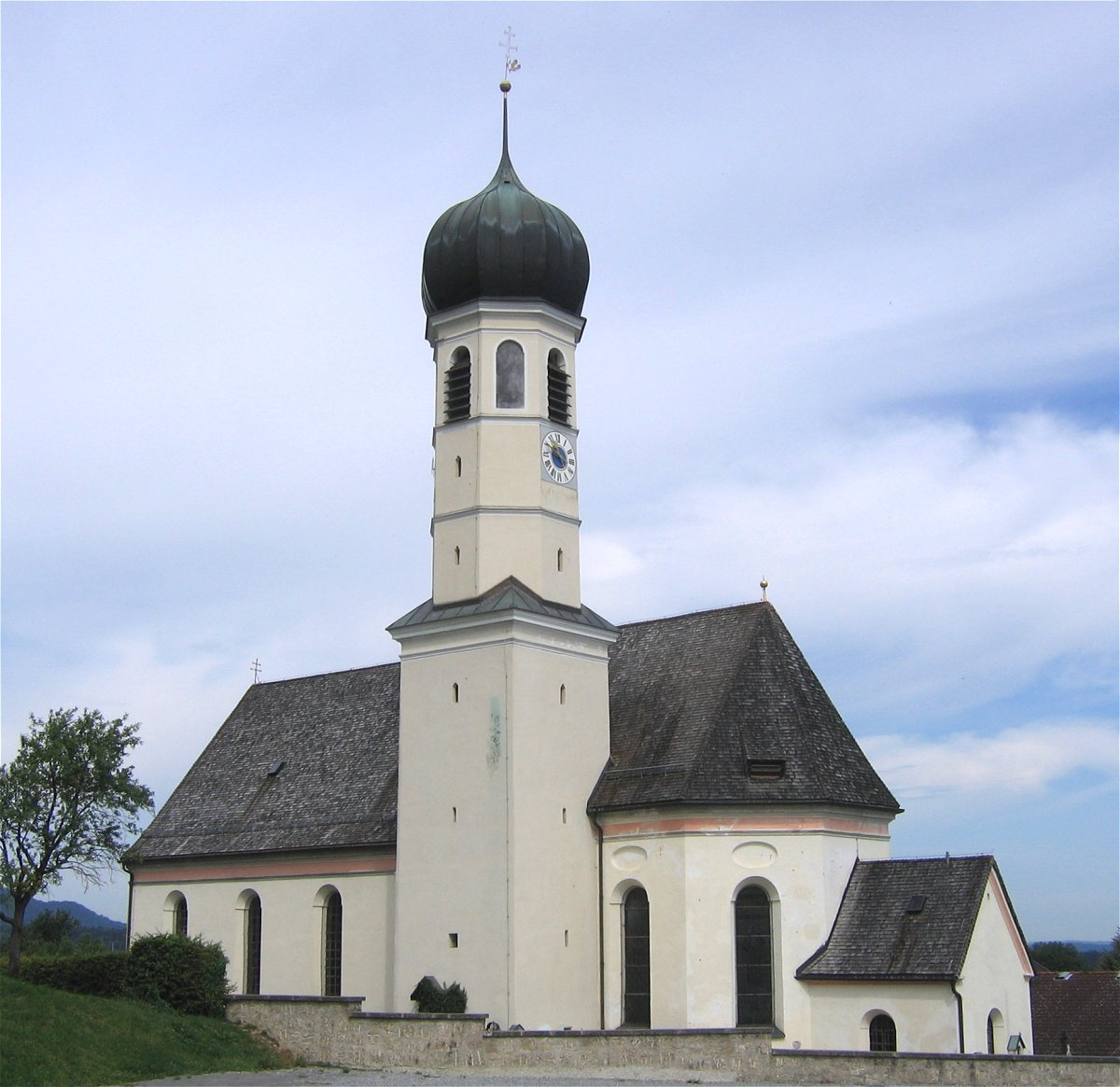
Pfarrkirche St. Michael in Litzldorf, Bad Feilnbach
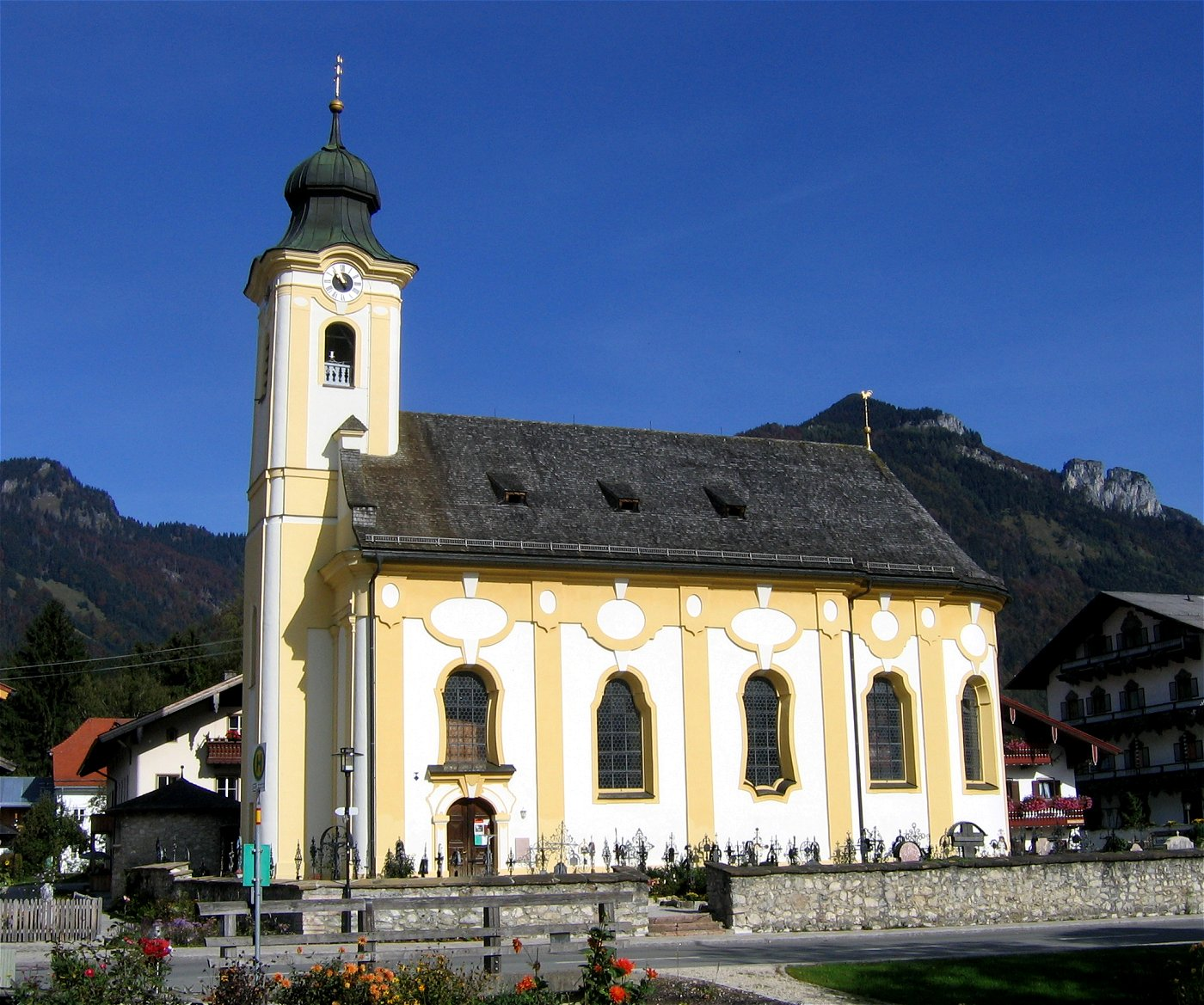
Pfarrkirche St. Remigius in Schleching